# 姜培学
姜培学（1964年9月—），男，汉族，中国热质传递理论与技术专家，清华大学教授、博士生导师，中国科学院院士。曾任清华大学机械工程学院院长，现任清华大学副校长，兼清华大学深圳国际研究生院院长。